# Alchemilla fulgida
Alchemilla fulgida är en rosväxtart som beskrevs av S. Fröhner. Alchemilla fulgida ingår i släktet daggkåpor, och familjen rosväxter. Inga underarter finns listade i Catalogue of Life.